# Sierra de San Pedro Mártir
La Sierra de San Pedro Mártir es la denominación que se le da a una cadena montañosa norteamericana que corre de norte a sur parte de la zona centro-norte del estado mexicano de Baja California. El punto más alto es la elevación conocida como el Picacho la Providencia, Picacho del Diablo o Cerro de la Encantada, con una altitud de 3096 m s. n. m. (metros sobre el nivel del mar). Esta montaña es el punto más elevado en todo el estado. Se suelen presentar constantes nevadas en estas altitudes en los meses de invierno e incluso hasta en mayo y junio desde los 2700 m s. n. m.
La Sierra de San Pedro Mártir forma parte del grupo de las montañas peninsulares que recorren la Península de Baja California de norte a sur, iniciando éstas desde la parte Sur del estado estadounidense de California.
La fauna que se encuentra en estos lugares es muy similar a la que se puede observar también en la Sierra de Juárez, ubicada al norte del estado. De igual forma lo son la flora de la zona de montaña, la zona de pastizales y los chaparrales (que rodean a la primera), en estos últimos es donde se pueden encontrar plantas xerófilas. Las especies de coníferas existentes en las zonas elevadas está emparentada con las especies propias de la Sierra de la Laguna y la Sierra de San Jacinto en California, y algunas de éstas especies que se pueden observar son: Abeto del Colorado y Pinus jeffreyi.
Por decreto presidencial en el año de 1947 se creó el parque nacional Sierra de San Pedro Mártir, con el fin de proteger esta zona en un área de aproximadamente 650 kilómetros cuadrados. Fue este el primer parque nacional que el gobierno de México estableció en la Península de Baja California.
El Observatorio Astronómico Nacional San Pedro Mártir se encuentra localizado en este lugar, y está ubicado a una altitud de 2830 m s. n. m. Fue construido el año de 1975, y cuenta con un enorme telescopio que opera con tecnología de punta, aprovechando las ventajas de la geografía de la zona, como la altura, la clareza del cielo, la baja humedad, la ausencia de contaminación atmosférica y los bajos niveles de interferencia de ondas de radio.
En este lugar se han reintroducido algunos ejemplares del cóndor de California. Las últimas vez que se les avistó en México fue en el año de 1937. En la primavera del 2009 nace el segundo polluelo de cóndor de California en el parque nacional Sierra de San Pedro Mártir el cual fue nombrado Inyaa (del idioma kiliwa: sol) por ecologistas bajacalifornianos.